# Cantó de Charenton-du-Cher
El cantó de Charenton-du-Cher és un cantó francès del departament del Cher, situat al districte de Saint-Amand-Montrond. Té 9 municipis i el cap és Charenton-du-Cher.

## Municipis
- Arpheuilles
- Bannegon
- Bessais-le-Fromental
- Charenton-du-Cher
- Coust
- Thaumiers
- Vernais
- Le Pondy
- Saint-Pierre-les-Étieux

## Història
| Data d'elecció                           | Identitat            | Partit                     | Qualitat |
| ---------------------------------------- | -------------------- | -------------------------- | -------- |
| 1945-1949                                | M. Chacrot           | PCF                        |          |
| 1949-1969                                | Lucien Guéry         | radical                    |          |
| 1969-1985                                | Gaston de Bonneval   | UDR, després divers droite |          |
| 1985-2011                                | Philippe de Bonneval | UDF, després UMP           |          |
| 2011-                                    | Pascal Aupy          | Divers droite              |          |
| les dades anteriors no són pas conegudes |                      |                            |          |
|                                          |                      |                            |          |

## Demografia
| A partir de 1990: Població sense dobles comptes |